# Бесоба (Каратобинський район)
Бесоба́ (каз. Бесоба) — село у складі Каратобинського району Західноказахстанської області Казахстану. Входить до складу Аккозинського сільського округу.
У радянські часи село називалось Ферма № 3 совхоза Аккозинський.
Населення — 103 особи (2021; 204 у 2009, 283 у 1999, 311 у 1989).